# La Vie telle qu'elle est

La Vie telle qu'elle est (ou Scènes de La Vie telle qu'elle est) est une série de films réalisés par Louis Feuillade entre 1911 et 1913.

Cette série fait suite à la série précédente des films esthétiques, la mode des films d'art ayant passé. Feuillade décide alors de revenir à un certain réalisme. Les films sont des drames destinés à émouvoir ou à dégager une morale. 
"Ce sont des tranches de vie. Elles s'interdisent toute fantaisie, ne traitent que des sujets qui puissent être vus de tous et dégagent une morale plus haute et plus significative que tant de navrantes historiettes faussement tragiques ou bêtement sentimentales".
Il s'est inspiré d'une série de films américaine, lancée en 1908 et produite par Vitagraph : les Scènes de la vie réelle.
Parmi les caractéristiques de la série on trouve également :
- la présence d'une troupe d'acteurs (parmi elle : Renée Carl et Suzanne Grandais)
- un jeu d'acteur sobre
- l'utilisation de gros plans
- la simplification des décors et des costumes
- des scénarios découlant de la vie moderne.

## Liste des films
- 1911 : Les Vipères
- 1911 : Le Mariage de l'aînée
- 1911 : Le Roi Lear au village
- 1911 : En grève
- 1911 : Le Bas de laine
- 1911 : La Tare
- 1911 : Le Poison
- 1911 : La Souris blanche
- 1911 : Le Trust ou les Batailles de l'argent
- 1911 : Le Chef-lieu de canton
- 1911 : Le Destin des mères
- 1911 : Tant que vous serez heureux
- 1912 : L'Accident
- 1912 : Les Braves Gens
- 1912 : Le Nain
- 1912 : Le Pont sur l'abîme
- 1913 : S'affranchir